# Asio (figlio di Dimante)
Asio (in greco antico: Ἄσιος?, Ásios) è un personaggio della mitologia greca, guerriero frigio figlio di Dimante e fratello di Ecuba, la regina di Troia.

## Mitologia
Proveniente dalla Frigia e dalle zone del fiume Sakarya, durante la guerra di Troia affrontò Aiace Telamonio e da lui fu ucciso. Era il padre di Adamante e di Fenope, anch'essi guerrieri.